# Skuodas (gemeente)
Skuodas is een van de 60 Litouwse gemeenten, in het district Klaipėda.
De hoofdplaats is de gelijknamige stad Skuodas. De gemeente telt 25.600 inwoners op een oppervlakte van 911 km².
Volgens de Litouwse volkstelling van 2021 had Skuodas een relatief hoog vruchtbaarheidscijfer (voor Litouwse begrippen) van gemiddeld 1,894 kinderen per vrouw, hetgeen ongeveer 26% hoger is dan het Litouwse gemiddelde van 1,506 kinderen per vrouw.

## Plaatsen in de gemeente
Plaatsen met inwonertal (2001):
- Skuodas – 7896
- Mosėdis – 1379
- Ylakiai – 1165
- Lenkimai – 779
- Barstyčiai – 659
- Daukšiai – 601
- Notėnai – 482
- Šaukliai – 467
- Šatės – 457
- Mažieji Rūšupiai – 451